# Coney Island (chanson)
Pour les articles homonymes, voir Coney Island (homonymie).
Singles de Taylor Swift
no body, no crime
(2021) Love Story (Taylor's Version)
(2021)
Coney island (stylisé en minuscules) est une chanson de l'autrice-compositrice-interprète américaine Taylor Swift avec le groupe américain The National. Il s'agit du neuvième morceau du neuvième album studio de Swift, Evermore (2020). Elle a écrit la chanson avec Joe Alwyn, crédité sous le pseudonyme de William Bowery, et les producteurs Aaron et Bryce Dessner. Republic Records a envoyé la chanson à certaines radios américaines (format triple-A : « adult album alternative ») le 18 janvier 2021, en tant que troisième et dernier single de l'album.
Coney Island est un duo de pop folk qui oppose la voix mélodieuse de Swift au baryton de Matt Berninger. Au niveau des paroles, il dépeint les souvenirs d'un couple séparé à Coney Island, New York. La chanson a atteint la 45e place du Billboard Global 200 et est entrée dans les charts en Australie, au Canada et aux États-Unis. En avril 2023, Swift a interprété Coney Island comme chanson surprise pour sa sixième tournée de concerts en tête d'affiche, The Eras Tour.

## Contexte
Taylor Swift avait collaboré avec Aaron Dessner de The National sur son album Folklore de 2020, un album indie folk qui s'écarte de la production pop optimiste habituelle de ses versions précédentes. Elle et Dessner ont travaillé à nouveau sur son album de suivi Evermore, un disque sœur de Folklore. Cette fois, ils ont également travaillé avec Bryce Dessner, le frère jumeau d'Aaron Dessner.
Swift et son ex-petit ami, l'acteur anglais Joe Alwyn, ont écrit les paroles et l'ont enregistré avec sa voix. Après avoir écouté la démo, les frères Dessner ont observé que la chanson était très liée au groupe The National et ont imaginé Matt Berninger (le chanteur principal de The National) la chantant et Bryan Devendorf (le batteur de The National) jouant de la batterie. Aaron Dessner en a informé Berninger, qui était exalté par l'idée. Le groupe réuni, Devendorf jouait de la batterie, tandis que son frère Scott Devendorf jouait de la basse et du piano de poche ; Bryce Dessner a aidé à produire la chanson.

## Composition et paroles

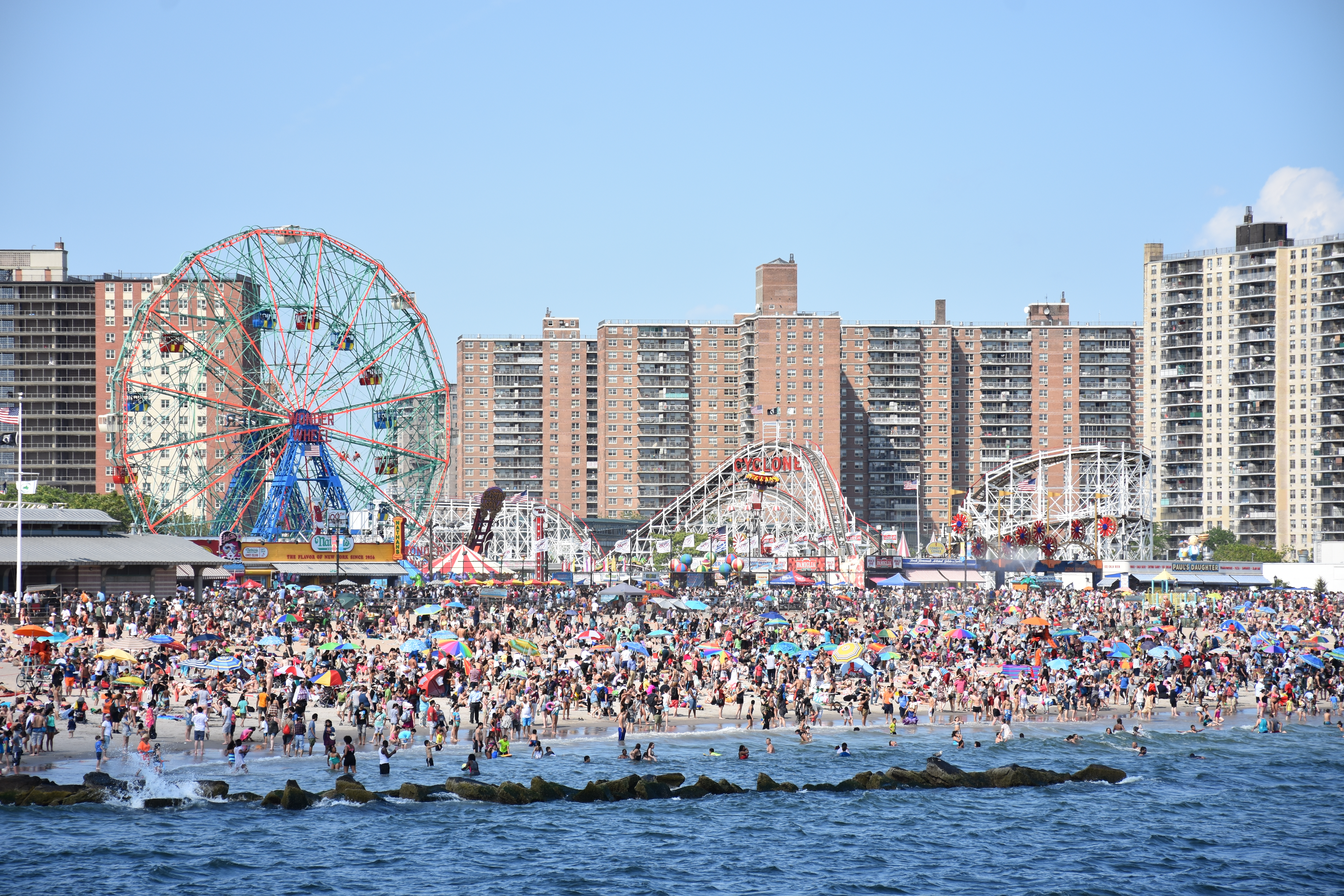
Coney Island est centré sur un couple qui se souvient de ses souvenirs ensemble à Coney Island, un quartier de divertissement de New York.

Coney Island est une chanson pop aux nuances folk écrite avec le tempo de la valse,. La chanson présente The National, avec le leader Matt Berninger au chant. Berninger a déclaré que son expérience de travail avec Taylor Swift était comme danser avec Gene Kelly. Elle l'a fait bien paraître et ne l'a pas laissé tomber une seule fois. Les paroles parlent du sentiment creux de se perdre dans une relation qui a disparu.

## Performances commerciales
Tous les morceaux d'Evermore ont fait leurs débuts simultanément dans le top 75 du classement Billboard Global 200. Coney Island était au numéro 45. Aux États-Unis, la chanson a débuté au numéro 63 du Billboard Hot 100 et au numéro 12 du classement Hot Rock & Alternative Songs. La chanson a atteint la 31e place du Canadian Hot 100. Il a en outre atteint le numéro 15 du Flemish Ultratop 100 et le numéro 43 en Australie. Après avoir été diffusé sur la radio alternative américaine, Coney Island a atteint la 18e place du classement du Billboard Adult Alternative Songs. 